# Danh sách đĩa nhạc của Sara Bareilles
Nữ ca sĩ kiêm sáng tác nhạc người Mỹ Sara Bareilles đã cho phát hành 4 album phòng thu, 2 album thu thử, 3 album trực tiếp, 5 đĩa mở rộng, 10 đĩa đơn và 10 video âm nhạc. Sau khi tốt nghiệp từ Đại học California tại Los Angeles, Bareilles phát hành một album độc lập mang tên Careful Confessions vào tháng 1 năm 2004. Trong năm 2005, cô ký một hợp đồng thu âm cùng hãng Epic Records. 1 năm sau đó, cô bắt đầu hợp tác cùng Eric Rosse trong album phòng thu thứ hai Little Voice, với nhiều bài hát được chỉnh lý và tái phát hành từ Careful Confessions. Little Voice được chính thức phát hành vào tháng 7 năm 2007 và lọt vào bảng xếp hạng Billboard 200 tại vị trí thứ 45. Album là một thành công vang dội của cô về mặt thương mại, khi đạt đến vị trí thứ 7 tại Hoa Kỳ và được chứng nhận Bạch kim bởi RIAA, trở thành album phòng thu thành công nhất của cô tính đến hiện nay. Đĩa đơn đầu tiên trích từ album, "Love Song", là sản phẩm ăn khách trên toàn cầu và đạt đến top 10 tại nhiều quốc gia khác nhau. Hãng Epic cũng phát hành thêm 2 đĩa đơn khác, "Bottle It Up" và Gravity" từ Little Voice.
Sau khi tạm ngừng sáng tác, cô lại bắt tay vào thực hiện album phòng thu thứ ba của mình cùng Neal Avron trong năm 2009. Album được phát hành vào tháng 9 năm 2010 dưới cái tên Kaleidoscope Heart và mở đầu ở vị trí đầu bảng Billboard 200. Đĩa đơn đầu tiên của nó, "King of Anything" đạt đến top 40 tại Billboard Hot 100, và được tiếp nối bằng hai đĩa đơn "Uncharted" và "Gonna Get Over You". Năm 2013, Bareilles bắt đầu thực hiện album phòng thu thứ tư The Blessed Unrest sau khi chuyển đến thành phố New York. Album này được phát hành vào tháng 7 năm 2013 và đạt đến vị trí Á quân trên Billboard 200. Hai đĩa đơn của album, "Brave" và "I Choose You" cũng được phát hành, với việc "Brave" vượt mặt "Love Song" và trở thành bài hát trụ hạng lâu nhất của Bareilles trên Billboard Hot 100. Theo hãng Epic Records, Bareilles đã bán ra 1.75 triệu album và 4 triệu đĩa đơn tại Hoa Kỳ.

## Album

### Album phòng thu
| Tựa đề                                                                        | Chi tiết album                                                                                              | Thứ hạng cao nhất | Thứ hạng cao nhất | Thứ hạng cao nhất | Thứ hạng cao nhất | Thứ hạng cao nhất | Thứ hạng cao nhất | Thứ hạng cao nhất | Thứ hạng cao nhất | Thứ hạng cao nhất | Thứ hạng cao nhất | Doanh số      | Chứng nhận                     |
| Tựa đề                                                                        | Chi tiết album                                                                                              | Mỹ                | Úc                | Áo                | Canada            | Đức               | Ireland           | Hà Lan            | New Zealand       | Thụy Sĩ           | Anh Quốc          | Doanh số      | Chứng nhận                     |
| ----------------------------------------------------------------------------- | --- | ----------------- | ----------------- | ----------------- | ----------------- | ----------------- | ----------------- | ----------------- | ----------------- | ----------------- | ----------------- | ------------- | ------------------------------ |
| Careful Confessions                                                           | - Ngày phát hành: 20 tháng 1 năm 2004 - Nhãn thu âm: Tiny Bear (829757-5441-2) - Định dạng: CD              | —                 | —                 | —                 | —                 | —                 | —                 | —                 | —                 | —                 | —                 |               |                                |
| Little Voice                                                                  | - Ngày phát hành: 3 tháng 7 năm 2007 - Nhãn thu âm: Epic (82796-94821-2) - Định dạng: CD, LP, tải nhạc số   | 7                 | 49                | 46                | —                 | 52                | 36                | 31                | 26                | 34                | 9                 |               | - Mỹ: Bạch kim - Anh Quốc: Bạc |
| Kaleidoscope Heart                                                            | - Ngày phát hành: 7 tháng 9 năm 2010 - Nhãn thu âm: Epic (88697-77035-2) - Định dạng: CD, LP, tải nhạc số   | 1                 | —                 | —                 | 13                | —                 | —                 | —                 | —                 | 97                | 138               | - Mỹ: 450,000 |                                |
| The Blessed Unrest                                                            | - Ngày phát hành: 16 tháng 7 năm 2013 - Nhãn thu âm: Epic (88883-73561-2) - Định dạng: CD, LP, tải nhạc số. | 2                 | 73                | —                 | 7                 | —                 | —                 | —                 | —                 | 55                | 121               |               |                                |
| "—" Album không có mặt trên bảng xếp hạng hoặc không phát hành ở quốc gia đó. | |                   |                   |                   |                   |                   |                   |                   |                   |                   |                   |               |                                |

### Album thu thử
| Tựa đề              | Chi tiết album                                      |
| ------------------- | --------------------------------------------------- |
| The First One       | - Ngày phát hành: tháng 4 năm 2003 - Định dạng: CD  |
| The Summer Sessions | - Ngày phát hành: tháng 10 năm 2003 - Định dạng: CD |

### Album trực tiếp
| Between the Lines: Sara Bareilles Live at the Fillmore                        | - Ngày phát hành: 28 tháng 10 năm 2008 - Nhãn thu âm: Epic (88697-39941-9) - Định dạng: CD+DVD, CD+BD | —   |
| iTunes Live from SoHo                                                         | - Ngày phát hành: 8 tháng 2 năm 2011 - Nhãn thu âm: Epic - Định dạng: Tải nhạc số                     | 107 |
| Brave Enough: Live at the Variety Playhouse                                   | - Ngày phát hành: 22 tháng 10 năm 2013 - Nhãn thu âm: Epic - Định dạng: CD+DVD                        | 66  |
| "—" Album không có mặt trên bảng xếp hạng hoặc không phát hành ở quốc gia đó. | |     |

### Đĩa mở rộng
| Live Session                                                                  | - Ngày phát hành: 27 tháng 11 năm 2007 - Nhãn thu âm: Epic - Định dạng: tải nhạc số                     | — | —  |
| Unplugged on VH1                                                              | - Ngày phát hành: 29 tháng 1 năm 2008 - Nhãn thu âm: Epic - Định dạng: tải nhạc số                      | — | —  |
| Live from the Gravity Tour                                                    | - Ngày phát hành: 27 tháng 11 năm 2009 - Nhãn thu âm: Epic - Định dạng: tải nhạc số                     | — | —  |
| Kaleidoscope EP                                                               | - Ngày phát hành: 7 tháng 9 năm 2010 - Nhãn thu âm: Epic - Định dạng: tải nhạc số                       | — | —  |
| Once Upon Another Time                                                        | - Ngày phát hành: 22 tháng 5 năm 2012 - Nhãn thu âm: Epic (887254-08912-4) - Định dạng: CD, tải nhạc số | 8 | 33 |
| "—" Album không có mặt trên bảng xếp hạng hoặc không phát hành ở quốc gia đó. | |   |    |

## Đĩa đơn
| "Love Song"                              | 2007 | 4  | 4 | 18 | 1  | 13 | 5 | 7   | 7  | 16 | 4  | - Mỹ: 3× Bạch kim - Úc: Bạch kim - Anh Quốc: Bạc - Canada: Vàng | Little Voice           |
| "Bottle It Up"                           | 2008 | —1 | — | —  | —  | —  | — | 33  | —  | —  | —  | - Mỹ: Vàng                                                      | Little Voice           |
| "Gravity"                                | 2009 | —  | — | —  | —  | —  | — | —   | 27 | —  | —  |                                                                 | Little Voice           |
| "King of Anything"                       | 2010 | 32 | — | —  | 94 | —  | — | 80  | 38 | —  | —  | - Mỹ: Bạch kim                                                  | Kaleidoscope Heart     |
| "Uncharted"                              | 2011 | —2 | — | —  | —  | —  | — | 443 | —  | —  | —  |                                                                 | Kaleidoscope Heart     |
| "Gonna Get Over You"                     | 2011 | —  | — | —  | —  | —  | — | —   | —  | —  | —  |                                                                 | Kaleidoscope Heart     |
| "Love Is Christmas"                      | 2011 | —  | — | —  | —  | —  | — | —   | —  | —  | —  |                                                                 | —                      |
| "Stay"                                   | 2012 | —  | — | —  | —  | —  | — | —   | —  | —  | —  |                                                                 | Once Upon Another Time |
| "Brave"                                  | 2013 | 23 | 3 | —  | 58 | —  | — | —   | 4  | 67 | 48 | - Mỹ: 2× Bạch kim - Úc: 2× Bạch kim - New Zealand: Bạch kim     | The Blessed Unrest     |
| "I Choose You"                           | 2014 | 81 | — | —  | —  | —  | — | —   | —  | —  | —  |                                                                 | The Blessed Unrest     |
| "Chasing the Sun"                        | 2014 | —  | — | —  | —  | —  | — | —   | —  | —  | —  |                                                                 | The Blessed Unrest     |
| "—" denotes releases that did not chart. |      |    |   |    |    |    |   |     |    |    |    |                                                                 |                        |

### Các đĩa đơn hợp tác
| Tựa đề                                                                          | Năm  | Thứ hạng cao nhất | Thứ hạng cao nhất | Thứ hạng cao nhất | Album                                |
| Tựa đề                                                                          | Năm  | Mỹ                | Canada            | Ireland           | Album                                |
| ------------------------------------------------------------------------------- | ---- | ----------------- | ----------------- | ----------------- | ------------------------------------ |
| "Winter Song" (Ingrid Michaelson hợp tác cùng Sara Bareilles)                   | 2008 | —                 | 97                | 2                 | The Hotel Café Presents Winter Songs |
| "Barcelona" (Jay Nash hợp tác cùng Sara Bareilles)                              | 2008 | —                 | —                 | —                 | The Things You Think You Need        |
| "Come Home" (OneRepublic hợp tác cùng Sara Bareilles)                           | 2009 | 80                | —                 | —                 | Dreaming Out Loud                    |
| "Summer Is Over" (Jon McLaughlin hợp tác cùng Sara Bareilles)                   | 2012 | —5                | —                 | —                 | Promising Promises                   |
| "Come Back Down" (Greg Laswell hợp tác cùng Sara Bareilles)                     | 2012 | —                 | —                 | —                 | Landline                             |
| "I Want You Back" (Straight No Chaser hợp tác cùng Sara Bareilles)              | 2013 | —                 | —                 | —                 | Under The Influence                  |
| "—" Đĩa đơn không có mặt trên bảng xếp hạng hoặc không phát hành ở quốc gia đó. |      |                   |                   |                   |                                      |

## Bài hát khác
| Tựa đề                                                 | Năm  | Nghệ sĩ                                                     | Album                                        |
| ------------------------------------------------------ | ---- | ----------------------------------------------------------- | -------------------------------------------- |
| "Why Should She Wait"                                  | 2008 | Marc Broussard                                              | Keep Coming Back                             |
| "We Might Fall"                                        | 2009 | Matt Hires                                                  | Take Us to the Start                         |
| "Remember Us"                                          | 2010 | Aqualung                                                    | Magnetic North                               |
| "(If You're Wondering If I Want You To) I Want You To" | 2010 | Weezer                                                      | Raditude... Happy Record Store Day!          |
| "Back to Me"                                           | 2010 | Tony Lucca                                                  | Rendezvous with the Angels                   |
| "Always Remember Me"                                   | 2010 | Ry Cuming                                                   | Ry Cuming                                    |
| "Love Won't Let You Get Away"                          | 2011 | Seth MacFarlane                                             | Music Is Better Than Words                   |
| "This One's For You"                                   | 2014 | Jennifer Nettles                                            | That Girl                                    |
| "What's Going On"                                      | 2014 | Clarence Bekker (ban nhạc BFC) và Titi Tsira (ban nhạc BFC) | Playing for Change 3: Songs Around the World |
| "Baby, It's Cold Outside"                              | 2014 | Seth MacFarlane                                             | Holiday For Swing                            |

## Video âm nhạc
| Tựa đề                                                     | Năm  | Đạo diễn       |
| ---------------------------------------------------------- | ---- | -------------- |
| "Love Song"                                                | 2007 | Josh Forbes    |
| "Bottle It Up"                                             | 2008 | không biết     |
| "Winter Song" (Ingrid Michaelson featuring Sara Bareilles) | 2008 | Crush Creative |
| "Gravity"                                                  | 2009 | Mathew Cullen  |
| "King of Anything"                                         | 2010 | khóng biết6    |
| "Uncharted"                                                | 2011 | khóng biết6    |
| "Gonna Get Over You"                                       | 2011 | Jonah Hill     |
| "Summer Is Over" (Jon McLaughlin featuring Sara Bareilles) | 2012 | Robby Starbuck |
| "Brave"                                                    | 2013 | Rashida Jones  |
| "I Choose You"                                             | 2014 | Dennis Liu     |